# 1829 au Bas-Canada
Cet article traite des événements survenus en 1829 au Bas-Canada. 

## Événements

Filet pour capturer la Tourte voyageuse au Bas-Canada peint par James Pattison Cockburn. Cette espèce d'oiseau allait régresser jusqu'à l'extinction

- 24 juin : inauguration de l’Université McGill.
- Fin de la construction de la Basilique Notre-Dame de Montréal.
- Le nombre de Districts électoraux du Bas-Canada passe de 27 à 32.

## Naissances
- 7 juin  : Alexandre Archambault (homme politique) (décédé le 12 juillet 1879 au Québec)
- 5 décembre : Henri-Gustave Joly de Lotbinière, premier ministre de la province de Québec.

## Décès
- 26 avril : Pierre-Stanislas Bédard, imprimeur et homme politique.
- 26 décembre : Louis-Charles Foucher, homme politique.